# Хилл, Деклен
Деклен Хилл (англ. Declan Hill) — журналист, доктор социологических наук, консультант и всемирно известный эксперт по договорным матчам и коррупции в международном спорте. В 2008 году Хилл, как обладатель стипендии Чивнинг, получил степень доктора наук по социологии в Оксфордском университете.
Его книга «Договорняк» на сегодняшний день переведена на двадцать один язык мира. Хилл был первым в мире, кто заговорил о серьезной угрозе для международного спорта в связи с глобализацией букмекерского рынка и существования договорных матчей в профессиональном футболе на самом высоком уровне, включая Лигу Чемпионов и Чемпионат мира по футболу. В своей книге Хилл подробно описывает международную систему футбольных договорных матчей, в которой азиатская мафия играет одну из главных ролей.
Деклан Хилл также является автором многих академических статей, он был обозревателем для Global Integrity и исследовал влияние русской мафии в профессиональном хоккее. В 2011 году он был инициатором создания обучающих онлайн курсов для борьбы с договорными матчами для СпортАккорд, которые в результате сейчас используются Интерполом.
В 2013 году его вторая книга «Руководство по договорным матчам» была опубликована и мгновенно переведена на японский язык. Данная книга является известной версией его докторской диссертации. Издательством было создано второе название для данной книги, которое в английской версии звучит как 'Freakonomics meets Sports Corruption'.

## Профессиональная жизнь
Деклан Хилл является выпускником Национальной театральной школы Канады, Тринити-колледжа, Университета Торонто и Оксфордского университета.
В своё свободное время Хилл занимается боксом на любительском уровне и ведёт группы по боксу в Гаване на Кубе. 31 марта 2012 года Хилл выиграл благотворительный матч по боксу в рамках исторической ночи Trudeau-Brazeau, в рамках борьбы с раком при поддержке Регионального центра борьбы с раком в Оттаве.

## Карьера
Хилл играл одни из главных ролей в Shaw Festival театре и в других театрах Канады, играл в телевизионном сериале Болливуда ‘Bhaarat ek Khoj’ в Индии. После работы на добровольных началах в уличной клинике Калькутты он решил завершить актёрскую карьеру, став одним из основателей волонтёрского движения всемирно известной благотворительной организации «Врачи без границ» в Канаде, затем Деклан начал карьеру журналиста. Хилл работал для канадского телеканала Canadian Broadcasting Corporation (CBC) как первый журналист-исследователь в культовой программе «Пятая Власть», а затем ведущим на новостном канале Newsworld International.
Его статьи и проекты можно встретить в таких известных газетах, как New York Times, Toronto Star, BBC, The Guardian и Sunday Telegraph (Лондон), и в других источниках средств массовой информации. Его интервью о проблеме коррупции в международном спорте можно встретить в более чем 700 основных источниках, включая CNN, Le Monde, Der Spiegel, Sydney Morning Herald, Al Jazeera, The Times, Il Manifesto, Corriere della Sera (Милан), El País (Мадрид), Politiken (Копенгаген).
До того как опубликовать книгу «Договорняк», Хилл снял документальные фильмы об известных убийствах филиппинских журналистов, об убийстве главы Канадской мафии, о кровной мести в Косово, этнических чисток в Ираке, язычестве в Боливии и убийств в защиту чести в Турции. Он также выступил с презентациями о коррупции в спорте в таких организациях, как Международный Олимпийский Комитет (МОК), в ряде комитетов в Европарламенте в Брюсселе и в парламенте Великобритании в Вестминстере, в Совете Европы и в Голландской футбольной ассоциации (KNVB), в Австралийской и Новозеландской ассоциации спортивных юристов. Помимо этого Хилл является менеджером конференций на Каймановых островах и на Антигуа по вопросам международного отмывания денег.
Хилл также стал обладателем награды от Канадского общества журналистов в 2007 году как лучший журналист-исследователь в документальных радиопередачах и обладателем награды СМИ некоммерческой организации «Международная амнистия» в Канаде в 2003 году. Также в 2009 году он стал победителем Play the Game Award как человек, который лучше всего иллюстрирует характеристики (качества) в спорте, и получил почетный приз от Греческой ассоциации журналистов за его вклад в выявление коррупции в спорте.

## Общественный спор
В сентябре 2013 года, вслед за арестами матчфиксеров (match-fixers) в Сингапуре, Хилл дал интервью BBC Radio World Service, где заявил, что полиция Сингапура предложила обвиняемым защиту от судебного преследования. В свою очередь, правительство Сингапура объявило его доводы беспочвенными и попросило представить доказательства в обоснование его слов. В ответ на обвинения Хилла Рональд Ноубл, генеральный секретарь Интерпола, сказал: "те, кто не видит усилия и ресурсы, которые правительство Сингапура потратило на выявление ответственных за договорные матчи, или те, кто ищет публичности и просто критикует каждый положительный шаг в борьбе с договорными матчами, должны открыть глаза и посмотреть на факты".
Хилл ответил на эти обвинения, заявив, что если полиция столько времени обеспечивала безоговорочную защиту тем, кто на их территории замешан в договорных матчах, то тогда сингапурская полиция, должно быть, является самой бездарной среди правоохранительных органов в мире. За два года они проигнорировали два международных ордера на арест. Странно, но информация по этим двум ордерам была передана по каналам Интерпола Рона Ноубла, который впоследствии открыл штаб-квартиру в Сингапуре. Данные уголовные процессы сингапурских матчфиксеров получили широкую огласку в Финляндии.